# Paul Hawkins
Paul Hawkins,  avstralski dirkač Formule 1, * 12. oktober 1937, Melbourne, Victoria, Avstralija, † 26. maj 1969, Cheshire, Anglija, Združeno kraljestvo.
Paul Hawkins je pokojni avstralski dirkač Formule 1. Debitiral je na prvi dirki sezone 1965 za Veliko nagrado Južne Afrike, kjer je z dirkalnikom Brabham osvojil deveto mesto z več kot štirimi krogi zaostanka za zmagovalcem, kar je njegov najboljši rezultat v karieri. Nastopil je še na naslednji dirki za Veliko nagrado Monaka, kjer je z dirkalnikom Lotus sicer odstopil v devetinsedemdesetem krogu zaradi trčenja pri katerem je z dirkalnikom zletel v morje, toda ostal nepoškodovan in zaradi prevožene dovolj velike razdalje dirke je bil uradno neuvrščen. Tretjič in zadnjič je v Formuli 1 nastopil na dirki za Veliko nagrado Nemčije, kjer je odstopil v tretjem krogu zaradi puščanja olja. Leta 1959 se je smrtno ponesrečil na dirki 
Tourist Trophy race na angleškem dirkališču Oulton Park, kjer je njegov dirkalnik Lola T70GT po trčenju zagorel.

## Popolni rezultati Formule 1
(legenda) (odebeljene dirke pomenijo najboljši štartni položaj, poševne pa najhitrejši krog, †-uvrščen kljub odstopu)
| Leto | Moštvo                    | Šasija            | Motor           | 1     | 2      | 3   | 4   | 5  | 6   | 7       | 8   | 9   | 10  | Prv | Toč |
| ---- | ------------------------- | ----------------- | --------------- | ----- | ------ | --- | --- | -- | --- | ------- | --- | --- | --- | --- | --- |
| 1965 | John Willment Automobiles | Brabham BT10 (F2) | Ford Straight-4 | JAR 9 |        |     |     |    |     |         |     |     |     | -   | 0   |
| 1965 | DW Racing Enterprises     | Lotus 33          | Climax V8       |       | MON 10 | BEL | FRA | VB | NIZ | NEM Ret | ITA | ZDA | MEH | -   | 0   |